# Rzeszów

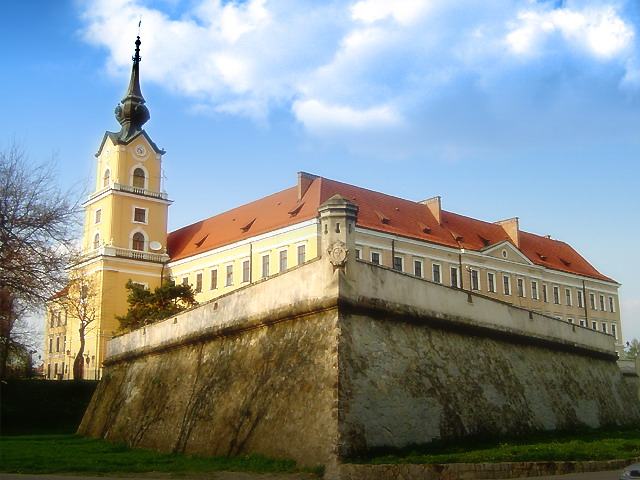
Lubomirski-Schloss in Rzeszów

Gebäude in der Altstadt

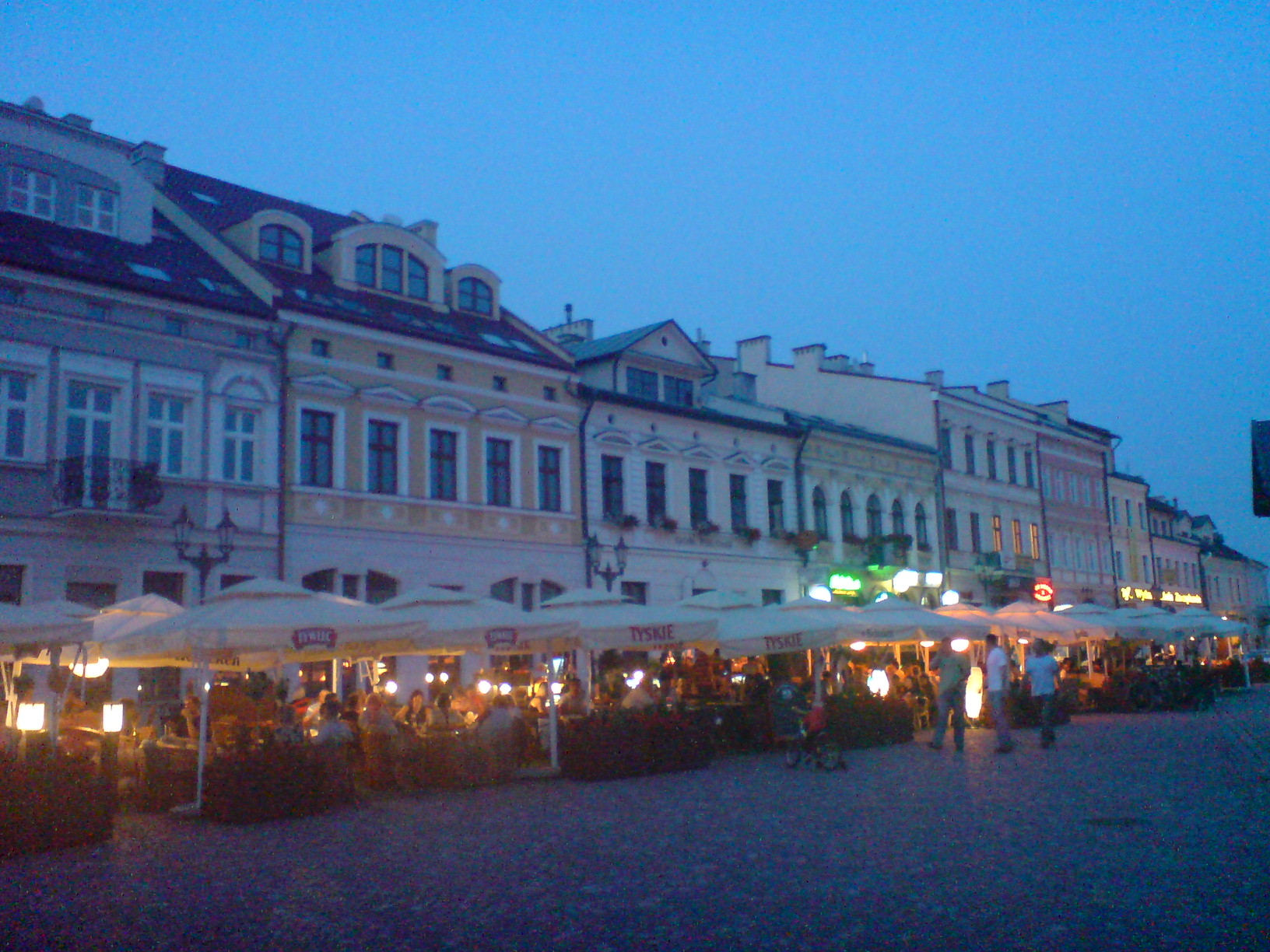
Marktplatz

Rzeszówⓘ (deutsch amtlich Rzeszow, im Mittelalter deutsch Resche) ist eine Stadt im Südosten Polens, Hauptstadt und wichtiges Zentrum der Woiwodschaft Karpatenvorland mit 196.638 Einwohnern (Stand: 31. Dezember 2020).

## Geografie
Rzeszów liegt in der Flussebene des Wisłok am Rande des Talkessels von Sandomierz unweit der Karpaten.
Die Nähe zur Ukraine (Entfernung 90 km) und zur Slowakei (100 km) sowie zu wichtigen Straßen und Bahnstrecken hat die Stadt zu einem bedeutenden Verkehrsknotenpunkt werden lassen.

## Geschichte
Die Anfänge der Stadt sind mit dem Stadtteil Staromieście verbunden. 1354 findet der Name Resovia erstmals seine Erwähnung, wurde es nach Magdeburger Recht zur Stadt erhoben. Am wahrscheinlichsten war der Ortsname polnischer Herkunft und ursprünglich Rzę(-ą)sze(-o)w und wurde zunächst von Ruthenen als Rjaše(-i)w durch Rješ(-i) und wieder von Polen als Rzeszow entstellt. Die Etymologie der Ableitung vom deutschen Reichshof, erst im 19. Jahrhundert vorgeschlagen, ist sehr unwahrscheinlich. Anfang des 15. Jahrhunderts wurde der Ortsname in die deutsche Sprache, z. B. als R(z)esche/Resze, adaptiert. Seit der Eroberung Rotrutheniens durch Władysław II. Jagiełło im Jahr 1387 gehörte die Stadt bis zur Ersten Teilung Polens im Jahr 1772 zum Königreich Polen und fiel durch die Teilung an die Habsburgermonarchie, bis es mit dem Ende des Ersten Weltkriegs zum neugegründeten Polen kam.
Im 16. Jahrhundert entstand die jüdische Vorstadt Nowe Miasto (Neustadt) im Nordosten mit eigenem Marktplatz (heute Wolności-Platz), die bis 1637 mit Rzeszów vereinigt wurde.
1901 wurde die Stadt von 2,90 km² auf 7,68 km² durch Eingemeindung u. a. des nördlichen Vororts Ruska Wieś (wörtlich: Ruthenisches Dorf) vergrößert. In den Jahren 1937 bis 1939 wurde Luftfahrt- und Maschinenindustrie in der Stadt entwickelt und die Zahl der Bewohner stieg auf 40.000.

### Zeit des Zweiten Weltkrieges und Holocaust
Zwischen 1941 und 1945 trug der Ort unter deutscher Besetzung den Namen Reichshof. Zum Zeitpunkt des deutschen Überfalls auf Polen lebten rund 14.000 Juden in Rzeszów; die Stadt wurde am 10. September 1939 von der Wehrmacht eingenommen. Unter der deutschen Besetzung gehörte die Stadt zum Generalgouvernement. Im Dezember 1941 wurde ein Ghetto errichtet. Im Juli 1942 wurden die ersten Massendeportationen durchgeführt: Die jüdische Bevölkerung der Umgebung wurde im Ghetto zusammengeführt und etwa 22.000 Juden in das Vernichtungslager Belzec verschleppt. Zuvor kam es bereits zu Erschießungen bei passivem Widerstand. Eine Gruppe von etwa 1.000 Menschen wurde in einem nahegelegenen Waldstück ermordet. Im November 1942 lebten noch 3.000 Juden im Ghetto, das nun in ein Zwangsarbeitslager umgewandelt wurde. Lagerteil A war für die Zwangsarbeiter bestimmt, während ihre Familien im Lagerteil B untergebracht wurden.
Der wohl größte Betrieb, der die Zwangsarbeiter in Reichshof ausbeutete, war das Unternehmen Daimler-Benz (MB), das am 1. November 1941 von der Henschel AG die Treuhänderschaft über das Flugmotorenwerk Reichshof übernommen hatte.

„Durch die Übernahme des Managements und eines Kapitalanteils der Flugmotorenwerke Ostmark GmbH, dessen Hauptwerk sich in Wiener Neudorf befand, erhielt Daimler-Benz im Jahre 1941 die faktische Kontrolle über das wohl bedeutendste Rüstungsprojekt im Bereich der Flugmotorenproduktion.“

In Reichshof wie in seinen anderen Standorten setzte Daimler Benz von 1941 bis zum Kriegsende KZ-Häftlinge und jüdische Zwangsarbeiter in seinen Produktionsstätten ein.:S. 170 Das änderte sich auch nicht, nachdem das Unternehmen als Folge der näherrückenden Front seine Produktionsstätten verlagern musste. 1944 versuchte MB die auch in Reichshof angesiedelte Produktion der Flugzeugmotoren vom Typ Daimler-Benz DB 605, mit dem vor allem Jagdflugzeuge des Typs Messerschmitt Bf 109 ausgestattet waren, in den unvollendeten Eisenbahntunnel von Urbès zu verlagern. Dazu wurde dort das KZ-Außenlager Urbès eingerichtet, eine Außenstelle des KZ Natzweiler-Struthof. Am 25. August 1944 wurden dahin 465 jüdische KZ-Häftlinge samt Maschinen aus Reichshof verlegt. Diese sogenannten „Daimler-Benz Juden“ blieben hier bis zum 12. Oktober 1944 und wurden an dem Tag wegen der näherrückenden Alliierten in das KZ Sachsenhausen abtransportiert.
Andere Zwangsarbeiter aus dem Ghetto Reichshof waren bereits im September 1943 in das Arbeitslager Szebnie verbracht, wo die meisten umkamen. Ihre Angehörigen wurden im November 1943 nach Auschwitz deportiert und ermordet. Nur 600 Menschen überlebten bis Juli 1944 in einem örtlichen Arbeitslager, einigen gelang die Flucht in die umliegenden Wälder.
Die Gesamtzahl der Bewohner fiel auf 27.000.

### Nach dem Krieg
Nachdem Gerüchte über die Ermordung eines christlichen Mädchens in der Stadt aufgetaucht waren, verhaftete die polnische Polizei am 1. Juni 1945 sämtliche noch vorhandenen Juden Rzeszóws und führte sie inmitten einer wütenden Menge durch die Stadt, während gleichzeitig die Wohnungen der verhafteten Juden geplündert wurden. Nach ihrer Freilassung noch am selben Tag flohen mehr als 200 Juden aus Rzeszów. Damit blieb eine Wiederherstellung jüdischen Lebens in der Stadt nach 1945 aus.
In den Jahren 1951 (39 km²), 1971 (40,3), 1977 (53,7), 2006 (68), 2007 (77,3), 2008 (91,5), 2009 (97,6), 2010 (116,4), 2017 (120,4), 2019 (126,6) und 2021 (128,5) wurde die Stadt durch Eingemeindungen vergrößert.

### Russischer Überfall auf die Ukraine seit 2022
Kurz nach dem Beginn des russischen Überfalls auf die Ukraine nahm die Stadt etwa 100.000 Kriegsflüchtlinge auf, wofür der ukrainische Präsident Wolodymyr Selenskyj Rzeszów den Titel „Stadt der Retter“ verlieh.
Der Flughafen Rzeszów-Jasionka ist zu einer Drehscheibe für militärische Hilfeleistungen aus dem Westen geworden.
Die Bahnstrecke 65 führt bis zur Grenze zwischen Polen und der Ukraine. Auf ihr werden Waffen in die Ukraine transportiert.

## Religion
Rzeszów ist Sitz eines Bistums; 1876 wurde der Palast der Bischöfe von Rzeszów errichtet, die Kathedrale von Rzeszów 1982. Die Heiligkreuzkirche stammt aus dem 17. Jahrhundert. Das 1998 gegründete Diözesanmuseum Rzeszów ist eines der jüngsten Diözesanmuseen in Polen. 
Die Altstadtsynagoge stammt aus dem frühen 17. Jahrhundert. In unmittelbarer Nähe und in Sichtweite wurde circa 100 Jahre später die Neustadtsynagoge erbaut.

## Kultur und Bildung
In der Stadt befinden sich eine staatliche Universität, das Politechnikum Rzeszów und mehrere private Hochschulen, unter anderem die „Hochschule für Informatik und Management“.

## Wirtschaft
In Rzeszów haben viele internationale Konzerne ihren Sitz, die mit der Luftfahrtindustrie verbunden sind. Zu diesen gehört u. a. United Technologies Corporation. Luftfahrtunternehmen, wissenschaftliche Forschungszentren und Einrichtungen der Pilotenausbildung bilden das „Aviation Valley“, das Luftfahrtcluster rund um Rzeszów, wo 90 % des Produktionsvolumens der polnischen Luftfahrtindustrie erwirtschaftet wird. Neben der Luftfahrtindustrie sind hier u. a. der Pharmakonzern Bausch Health anwesend, sowie Cefarm Rzeszów und das IT-Unternehmen Asseco Poland.

## Verkehr
Unweit der Stadt befindet sich der 2012 modernisierte internationale Flughafen Rzeszów-Jasionka. Durch Rzeszów verlaufen die Autobahn A4 und die Schnellstraße S19.
Rzeszów ist über die Bahnstrecke Kraków–Przemyśl, die Bahnstrecke Ocice–Rzeszów und die Bahnstrecke Rzeszów–Jasło an das polnische Schienennetz angeschlossen. Bis in die 1990er Jahre gab es von hier eine durchgängige Fernverbindung nach Leipzig.

## Sport
Die sportlichen Traditionen in Rzeszów reichen bis ins Jahr 1886 zurück, als in der Stadt der „Sokół“-Turnverein (Sokół poln. Falke) gegründet wurde. Dies war der erste Sportverein in Rzeszów und spielte eine wichtige Rolle bei der Förderung des Sports und der körperlichen Fitness in der Stadt.
Der „Sokół“-Turnverein organisierte Turnwettkämpfe, Leichtathletikwettkämpfe und andere Sportveranstaltungen. Er trug auch zur Verbreitung von Sportgeräten und -kleidung bei und bildete Sportlehrer aus.
Im Laufe des 20. Jahrhunderts wurden in Rzeszów viele weitere Sportvereine gegründet. Zu den bekanntesten gehören:
- CWKS Resovia: Gegründet im Jahr 1905, hat Resovia Sektionen in verschiedenen Sportarten, darunter Fußball, Volleyball, Handball, Leichtathletik und Radsport. Die Fußballmannschaft von Resovia spielt derzeit in der zweiten polnischen Liga, während die Volleyballmannschaft zu den erfolgreichsten Vereinen in Polen gehört und siebenmal die polnische Meisterschaft und zweimal die Champions League gewonnen hat.[19]
- Stal Rzeszów: Gegründet im Jahr 1945, hat Stal Rzeszów Sektionen in Fußball und Speedway. Die Fußballmannschaft von Stal Rzeszów spielt derzeit in der zweiten polnischen Liga, während die Speedway-Mannschaft in den 1960er Jahren zu den erfolgreichsten Vereinen in Polen gehörte und zwei polnische Meisterschaften gewann.[20]

- AZS Rzeszów: Gegründet im Jahr 1948, ist AZS Rzeszów ein Mehrspartenverein mit Sektionen in über 20 Sportarten, darunter Basketball, Handball, Leichtathletik, Schwimmen und Tennis. Die Basketballmannschaft von AZS Rzeszów spielt derzeit in der ersten polnischen Liga, während die Leichtathletik-Sektion mehrere Olympioniken und Weltmeister hervorgebracht hat.

## Persönlichkeiten
Söhne und Töchter der Stadt:
- Hieronim Augustyn Lubomirski (1647–1706), Magnat und Politiker
- Wilhelm Turteltaub (1816 – nach 1859), österreichischer Arzt und Schriftsteller
- Leopold Löffler (1827–1898), Maler
- Amalia Carneri (1875–1942), österreichische Opernsängerin
- Jerzy Bandrowski (1883–1940), Schriftsteller, Journalist und Übersetzer
- Chiel Weissmann (1883–1974), Schweizer Kaufmann, Filmproduzent und Verleiher
- Juliusz Kaden-Bandrowski (1885–1944), Prosaiker und Publizist
- Rudolf Saar (1886–1963), österreichischer Pionier der Höhlenforschung
- Hermann Horner (1892–1942), Opernsänger, Opfer des Nationalsozialismus
- Adalbert von Springer (1896–1943), österreichischer Mediziner und Widerstandskämpfer gegen den Nationalsozialismus
- Antoni Alster (1903–1968), Politiker
- Adolf D. Klarmann (1904–1975), US-amerikanischer Literaturwissenschaftler
- Natalia Tułasiewicz (1906–1945), Lehrerin, Laienapostelin, Dichterin und Mitarbeiterin der polnischen Exilregierung während des Zweiten Weltkriegs
- Fred Zinnemann (1907–1997, eigentlich Alfred Zinnemann), österreichisch-US-amerikanischer Filmregisseur
- Władysław Kruczek (1910–2003), Politiker
- Stanisław Wisłocki (1921–1998), Komponist, Dirigent und Musikpädagoge
- Józef Szajna (1922–2008), Maler, Schriftsteller, Regisseur, Bühnenbildner, Professor an der Akademie für bildende Künste, ehemaliger Auschwitzhäftling
- Jerzy Grotowski (1933–1999), Theaterregisseur
- Roman Micał (1939–2021), Hockeyspieler
- Stan Borys (* 1941), Rocksänger, im Stadtteil Załęże
- Tomasz Stańko (1942–2018), Jazz-Trompeter
- Hanna Szymańska (1944–2010), polnische Archäologin
- Jan Domarski (* 1946), Fußballspieler
- Jadwiga Wilejto (* 1949), Bogenschützin
- Marek Bałata (* 1955), Jazzmusiker und Grafiker
- Vitold Rek (* 1955), Kontrabassist, Jazzmusiker
- Marian Rojek (* 1955), römisch-katholischer Bischof
- Stanisław Jamrozek (* 1960), Weihbischof in Przemyśl
- Artur Ważny (* 1966), katholischer Geistlicher, Bischof von Sosnowiec
- Konrad Fijołek (* 1976), Politiker
- Marek Stefański (* 1969), Organist
- Tomasz Kamiński (* 1979), Politiker
- Dawid Kostecki (1981–2019), Profiboxer im Halbschwergewicht
- Maciej Jodko (* 1982), Snowboarder
- Konrad Wysocki (* 1982), Profibasketballer, Spieler der deutschen Basketballnationalmannschaft
- Anja Rubik (* 1983), Model
- Matylda Kowal (* 1989), Hindernisläuferin
- Bartosz Ciura (* 1992), Eishockeyspieler
- Alan Ważny (* 2007), Tennisspieler

Ehrenbürger der Stadt:
- Rafał Wilk (* 1974), Paracycler und Speedwayfahrer

## Politik

### Stadtpräsident
An der Spitze der Stadtverwaltung steht ein Stadtpräsident, der von der Bevölkerung direkt gewählt wird. Von 2002 bis 2021 war dies Tadeusz Ferenc von der SLD. Er trat am 10. Februar 2021 zurück, da sich sein Gesundheitszustand wegen einer COVID-19-Erkrankung massiv verschlechterte. Zu seinem Nachfolger wurde Konrad Fijołek gewählt.
Die turnusmäßige Wahl 2024 brachte folgendes Ergebnis:
- Konrad Fijołek (Wahlkomitee „Konrad Fijołek – Entwicklung von Rzeszów“) 37,9 % der Stimmen
- Waldemar Szumny (Prawo i Sprawiedliwość) 24,2 % der Stimmen
- Jacek Strojny (Wahlkomitee „Zusammen für Rzeszów“) 20,6 % der Stimmen
- Adam Dziedzic (Trzecia Droga) 8,8 % der Stimmen
- Karolina Pikuła (Konfederacja und unabhängige lokale Verwaltungen) 6,8 % der Stimmen
- Übrige 1,7 % der Stimmen

In der notwendigen Stichwahl setzte sich Amtsinhaber Fijołek mit 54,9 % der Stimmen gegen Szumny durch und wurde wiedergewählt.
Die Wahl 2021, die durch Ferencs Rücktritt notwendig geworden war, brachte folgendes Ergebnis:
- Konrad Fijołek (Wahlkomitee „Konrad Fijołek – Entwicklung von Rzeszów“) 56,5 % der Stimmen
- Ewa Leniart (Wahlkomitee „Gemeinsames Haus Rzeszów“) 23,6 % der Stimmen
- Marcin Wachoł (Wahlkomitee Tadeusz Ferenc für Rzeszów) 10,7 % der Stimmen
- Grzegorz Braun (Konfederacja) 9,2 % der Stimmen

Damit wurde Fijołek, der nicht nur von seinem Vorgänger, sondern auch von der Koalicja Obywatelska, der Lewica, der Koalicja Polska, Polska 2050 und der Unia Pracy sowie verschiedenen lokalen Initiativen unterstützt worden war, bereits im ersten Wahlgang zum neuen Stadtpräsidenten gewählt.
Bei der Wahl 2018 trat Ferenc mit einem eigenen Wahlkomitee an. Die Abstimmung brachte folgendes Ergebnis:
- Tadeusz Ferenc (Wahlkomitee Tadeusz Ferenc für Rzeszów) 63,8 % der Stimmen
- Wojciech Buczak (Prawo i Sprawiedliwość) 28,9 % der Stimmen
- Maciej Masłowski (Kukiz’15) 3,6 % der Stimmen
- Krzysztof Kaszuba (parteilos) 2,6 % der Stimmen
- Übrige 1,2 % der Stimmen

Damit wurde Amtsinhaber Ferenc bereits im ersten Wahlgang wiedergewählt.

### Stadtrat
Der Stadtrat besteht aus 25 Mitgliedern und wird direkt gewählt. Die Stadtratswahl 2024 führte zu folgendem Ergebnis:
- Prawo i Sprawiedliwość (PiS) 28,4 % der Stimmen, 9 Sitze
- Koalicja Obywatelska (KO) 24,8 % der Stimmen, 7 Sitze
- Wahlkomitee „Konrad Fijołek – Entwicklung von Rzeszów“ 19,6 % der Stimmen, 5 Sitze
- Wahlkomitee „Zusammen für Rzeszów“ 14,0 % der Stimmen, 4 Sitze
- Konfederacja und unabhängige lokale Verwaltungen 6,9 % der Stimmen, kein Sitz
- Trzecia Droga 4,6 % der Stimmen
- Übrige 1,6 % der Stimmen, kein Sitz

Die Stadtratswahl 2018 führte zu folgendem Ergebnis:
- Wahlkomitee Tadeusz Ferenc für Rzeszów 43,5 % der Stimmen, 12 Sitze
- Prawo i Sprawiedliwość (PiS) 33,2 % der Stimmen, 9 Sitze
- Koalicja Obywatelska (KO) 15,3 % der Stimmen, 4 Sitze
- Kukiz’15 5,6 % der Stimmen, kein Sitz
- KORWiN 2,2 % der Stimmen, kein Sitz
- Übrige 0,3 % der Stimmen, kein Sitz

### Partnerstädte
Rzeszów listet folgende dreizehn Partnerstädte auf:
| Stadt           | Land                   | seit |
| --------------- | ---------------------- | ---- |
| Buffalo         | Vereinigte Staaten     | 1975 |
| Klagenfurt      | Österreich             | 1975 |
| Bielefeld       | Deutschland            | 1991 |
| Košice          | Slowakei               | 1991 |
| Lwiw            | Ukraine                | 1992 |
| Nyíregyháza     | Ungarn                 | 1996 |
| Luzk            | Ukraine                | 2001 |
| Iwano-Frankiwsk | Ukraine                | 2000 |
| Lamia           | Griechenland           | 2005 |
| Satu Mare       | Rumänien               | 2007 |
| Fangchenggang   | Volksrepublik China    | 2011 |
| Gainesville     | Vereinigte Staaten     | 2013 |
| Split           | Kroatien               | 2018 |
| Truskawez       | Ukraine                | 2019 |
| Rushmoor        | Vereinigtes Königreich | 2019 |
| Tschernihiw     | Ukraine                | 2022 |
| Konotop         | Ukraine                | 2023 |
| Sacheon         | Südkorea               | 2023 |